# Brittsommaraster
Brittsommaraster, Aster amellus, är en senblommande aster som förekommer naturligt i bergsområden i södra Europa och Asien, från Pyrenéerna till Kazakhstan. Svensk kulturväxtdatabas (SKUD) listar ett stort antal kultursorter som odlas som prydnadsväxter. Det är ändå sällan den odlas i svenska trädgårdar och det första belägget för att den förvildats i Sverige samlades i Västergötland 2019 på bar jord på utplanade tippmassor vid Kikås avfallsanläggning i Fässberg. Den har även publicerats som Aster cf. pyrenaicus.